# Stade de Solitude
Solitude est un stade de football situé à Belfast en Irlande du Nord. C’est le terrain habituel du club de Cliftonville FC. Le stade contient actuellement 5182 places et a été construit en 1890.
Le stade a été plusieurs fois rénové au début du XXIe siècle. En 2002, une nouvelle tribune a été construite pour abriter les supporters visiteurs et en 2008 une nouvelle tribune a été construite derrière les buts situés côté est.

## Histoire
Ouvert en 1890, Solitude est le plus ancien stade de football en Irlande. Il est aussi le stade dans lequel a été sifflé et réussi le tout premier pénalty lors d’une rencontre internationale. 
Solitude a été le terrain de nombreuses finales de coupe d’Irlande et de matches internationaux. Pendant les années 1890 et au début du XXe siècle, Solitude était le terrain officiel de l’équipe d'Irlande de football en remplacement de l'Ulster Cricket Ground de Ballynafeigh. Le stade a accueilli onze matchs internationaux dans les années 1890. Le 3 mars 1894, après treize tentatives infructueuses, l’équipe d’Irlande réussit à ne pas perdre son match contre l’équipe d'Angleterre de football et à arracher le match nul 2-2 après avoir été mené 2-0. Les deux buts irlandais ont été marqués par Olphert Stanfield et William Kennedy Gibson. 
Dans les premières années du XXe siècle, le stade continua à accueillir des matchs internationaux, mais il est petit à petit remplacé par Windsor Park à Belfast et Dalymount Park à Dublin.

## Main Stand
A Solitude, la tribune principale, Main Stand, est située sur le côté ouest du terrain. Il est occupé par les supporters de Cliftonville lors de tous les matchs de leur équipe à domicile. La tribune a été construite dans les années 1950 et est composée de deux étages. La partie basse est composée de places debout alors que la partie haute comprend un mélange de sièges individuels et de bancs pour une capacité de 1000 places environ.

## The Cage
The cage est la partie la plus célèbre du stade. Cette tribune est très emblématique de l’histoire du club. L’ancienne tribune a été démolie et une nouvelle avec 1417 places assises a été inaugurée le 27 octobre 2008. De nouveaux équipements, vestiaires, etc., ont été construits sous la tribune.

## The Away End
Cette tribune aussi appelée "The Bowling Green End" est située sur le côté nord du terrain. Elle a pour objectif principal d’accueillir les supporters adverses. La tribune, auparavant une simple terrasse, a été reconstruite en 2001 et est composée maintenant de 860 places toutes assises. Cette tribune est rarement pleine, à l’exception des matchs contre les clubs de Glentoran FC et Linfield FC.

## The Whitehouse
La quatrième tribune du stade contient les principaux vestiaires et la table de marque officielle.
Toutefois ces attributions devraient être transférées dans The Cage. 